# محمود جبر
محمود جبر (14 ديسمبر 1935 - 27 يوليو 2008)، ممثل سوري.

## حياته ونشأته
من مواليد مدينة شهبا في محافظة السويداء، وهو فنان مسرحي من الدرجة الأولى له بصمته الواضحة في تاريخ المسرح السوري منذ الستينات من القرن العشرين قدم عشرات المسرحيات، وكان له فرقته المسرحية الخاصة به وعمل مع العديد من الفرق المسرحية السورية.
هو من أسرة فنية، حيث أن أشقائه هم: الفنان ناجي جبر المعروف بـأبو عنتر والفنان هيثم جبر، وزوجته هي الفنانة هيفاء واصف شقيقة الفنانة منى واصف؛ وابنتاه هما ليلى ومرح وحفيدته الممثلة دانا جبر من ابنته الثالثة هنادي.

## مسيرته
قدم عدة أعمال سينمائية إضافة للعديد من الأعمال الإذاعية والتلفزيونية، وعرف عنه التزامه ونشاطه وحبه للمسرح وعمل جاهداً في سبيل رسم البسمة على شفاه الجمهور الذي عشق فنه. وعرفت أعماله المسرحية بتميزها وكان له جمهورة وخاصة في السبعينات والثمانينات. وقد توفي في دمشق بتاريخ 27 تموز 2008.
كان لديه شغف بالفن منذ شبابه، حيث أسس فرقة مسرحية للهواة أثناء دراسته الثانوية وقدّم أولى عروضه المسرحية في عام 1955، التي نالت إعجاب الجمهور الدمشقي. في عام 1968، أسس فرقة مسرحية خاصة باسمه، قدّمت عروضًا جماهيرية ناجحة، مزجت بين الطابع الكوميدي والرسالة الاجتماعية. كانت أعماله المسرحية مرآة للواقع السوري، معبرة عن قضايا يومية بأسلوب ذكي وبسيط، ولعبت دورًا بارزًا في المشهد الفني السوري. ترك محمود جبر بصمة مميزة في المسرح من خلال مسرحيات جريئة مثل "ليش هيك صار معنا" التي تناولت الأوضاع الاجتماعية والسياسية في قالب فني جذاب. كما شارك في تأسيس التلفزيون السوري عام 1960 وقدم برنامج "الإجازة السعيدة". بالإضافة إلى ذلك، انتُخب نائبًا في نقابة الفنانين، ثم عضوًا في مجلس الشعب، مدافعًا عن الحقوق الثقافية والمعيشية للفنانين والمواطنين. 

## من أعماله

### المسرح
- براكساجورا
- البرجوازي النبيل
- أبطال بلدنا
- الخروج من الجنة
- العطر الأخضر
- تحت الرماد
- مريض في الوهم
- مدير بالوكالة
- في بيتنا ولد
- سجن بالأُجْرة
- الأيدي الناعمة
- ليش هيك صار
- لا عالبال ولا عالخاطر
- افتحوا النوافذ للشمس
- حط بالخرج
- 1 + 1 = 2
- عيشة نْصّ كُمْ
- مطلوب كذّاب
- أبو الفوارس
- عشك يا بلبل

### السينما
- ساعي البريد
- قطط شارع الحمرا
- الحسناء وقاهر الفضاء
- مقلب حب
- خياط السيدات
- بنات آخر زمن
- نساء للشتاء
- حسناء وأربع عيون
- شباب في الجنة
- صيد الرجال
- النصابين الخمسة
- جسر الأشرار

### التلفزيون
- مصلح أفندي
- قصة مثل
- الموظف
- رقصة الحباري
- ثمن الحرية
- أسبوعيات محمود جبر
- ساعي البريد ( برنامج )
- الإجازة السعيدة

### الإذاعة
- البطل
- حكاية عائلة
- أزواج وزوجات
- حكاية بيتنا.